# カルフェンタニル
カルフェンタニル（英：carfentanil、別名：4-カルボメトキシフェンタニル）はオピオイド系鎮痛剤フェンタニルのアナログであり、医学および獣医学において麻酔剤や鎮痛剤として使用される。カルフェンタニルは1974年に製薬会社ヤンセン ファーマの化学者ポール・ヤンセンらのチームによって初めて合成された。ヒトに対する毒性があると推定されている物質であり、また既に市販されているので、ならず者国家およびテロリストグループが大量破壊兵器として使用する可能性が懸念されている。アメリカ合衆国では麻薬取締局の指定薬物リストの番号ACSCNは9743番になっており、規制物質法におけるスケジュールII薬物に分類されている。2016年の年間総計生産量は19グラムだった。日本では2018年6月に麻薬及び向精神薬取締法における麻薬として指定された。

## 薬理
カルフェンタニルの力価は同量のフェンタニルに対して約100倍、モルヒネに対しては約10,000倍にも達する。一方で、マウス静脈注射での半数致死量がフェンタニルが3.05 mg/kgであるのに対し、カルフェンタニルは3.39 mg/kgであるため効果量あたりの致死性はフェンタニルよりも低いといえる。

## モスクワ劇場占拠事件
2012年、ポートンダウンのBritish chemical and biological defense（直訳：英国化学生物防御）研究室の研究チームは、2002年のモスクワ劇場占拠事件の英国人生存者2名の衣類ともう1人の生存者の尿からカルフェンタニルとレミフェンタニルを検出した。研究チームはロシア軍が人質をとっているチェチェン共和国の犯人らを鎮圧するためにカルフェンタニルとレミフェンタニルのエアロゾルの霧を使用したのだと結論づけた。
上記より以前に医学誌『Annals of Emergency Medicine』で発表された論文では入手した証拠から、モスクワの救急隊は薬剤を使用することを知らされていなかったがオピオイドの拮抗薬を用意していくよう指示を受けていたと著者らは推定していた。最も一般的に使用されている拮抗薬はナロキソンとナルトレキソンなのだが、強力かつ多量のオピオイドに曝露した患者が数百人発生する見込みだとは知らされていなかったので、救急隊員らはカルフェンタニルとレミフェンタニルを中和して多数の犠牲者の生命を救うに足りるだけの十分な量のナロキソンとナルトレキソンを用意していなかった。ガスに曝露した患者125名は救命処置を受けたものの死亡が確認された。死因は呼吸不全と事件でのオピオイドの吸入の両方だった。著者らはオピオイドが無力化ガスに含まれる単なる有効成分にすぎないと仮定しても、劇場にいた被害者らは最悪無呼吸(呼吸停止)になっただろうと述べた。また、人工呼吸器と拮抗薬で治療すれば多数の生命を救うことは可能だったとも述べた。

## 中国からの輸入
AP通信の記事『Chemical weapon for sale: China's unregulated narcotic』（訳：市販されている化学兵器：中国の非規制麻薬）によれば、中国のいくつかの化学系企業はフェンタニル、カルフェンタニルおよびその他のフェンタニルから派生した強力な薬剤を積極的に販売している 。2017年1月まで中国はカルフェンタニルを規制物質に指定しておらず、規制対象になるまでに合法で大量生産され、インターネットで公然と販売されていた。
ラトビアとリトアニアの当局は2000年代前半にカルフェンタニルを違法薬物として押収したと報告している。2016年頃、米国とカナダは中国の化学メーカーから北米の顧客へのカルフェンタニルおよび他の強力なオピオイド系薬剤の輸送量が劇的に増加していると報告し始めた。2016年6月、王立カナダ騎馬警察 (RCMP)は中国から船便で送られた「プリンターの周辺機器」とラベルの貼られた箱から1キログラムのカルフェンタニルを押収した。カナダ国境サービス庁によればHP LaserJet社のトナーカートリッジのラベルが貼られていたコンテナには、積荷として5000万人分の致死量に相当するカルフェンタニルが入っており、1国の人口を一掃して余りある量だったという。カルガリーで犯罪調査の監督補助をしているRCMPの担当官アラン・ライ (Allan Lai)は、「カルフェンタニルに関して、なぜこのような効力のある物質が我々の国に持ち込まれたのか分からない」と発言した。

## 違法使用の増加
雑誌『タイム』は2016年11月の記事『Heroin Is Being Laced With a Terrifying New Substance: What to Know About Carfentanil』（訳：ヘロインに恐るべき新たな薬剤が添加されている：カルフェンタニルについて何を知っているべきか）の中で、2016年8月以降にカルフェンタニルを過量服用した事例が300件以上あること、カルフェンタニルに関連して死亡した事例が数件あることを報道したが、うち何件かは米国の事例であり、オハイオ州、ウェストヴァージニア州、インディアナ州、ケンタッキー州、フロリダ州が含まれていた。2017年、ウィスコンシン州ミルウォーキーの男性がカルフェンタニルの過量服用により死亡したが、おそらく知らずにヘロインやコカインなどの他の違法薬物を摂取したものとみられている。カルフェンタニルはヘロインと共に服用されることが最も多く、またヘロインを服用していると信じてカルフェンタニルを使用している利用者の数も最大である。中国企業が他国の顧客にこの薬剤を違法に輸入する方法を教えインターネットで宣伝・販売しているため、カルフェンタニルはヘロインよりも安価で入手が容易であり、また純粋なヘロインよりも製造が容易であるため、カルフェンタニルはヘロインに添加して、あるいはヘロインとして販売されている。

## 化学兵器として利用される可能性
AP通信の記事『Chemical weapon for sale: China's unregulated narcotic』では神経ガスとカルフェンタニルの毒性が比較されている。この記事では2009年から2014年にかけてアメリカ国防省の核兵器、化学兵器、生物兵器に関する補佐官（en:Assistant Secretary of Defense for Nuclear, Chemical & Biological Defense Programs参照）を務めたアンドリュー・C・ウェーバーの「これ（カルフェンタニル）は兵器だ。企業はこれを誰にも送るべきではない」という発言を引用して報道した。ウェーバーはまた、「我々が懸念を抱いている国々では、これを攻撃目的で使用することに興味をもっている……。ISISのような集団が商業的にこれを注文することができたことにも懸念を抱いている」と付け加えた。さらに、カルフェンタニルは部隊を気絶させて人質にとったり、電車の駅のような密閉空間で市民を殺害したりと、兵器として様々な利用方法があるとも述べた。